# Tessy-sur-Vire
Tessy-sur-Vire est une ancienne commune française du département de la Manche et de la région Normandie.
Devenue le 1er janvier 2016 une commune déléguée au sein de la commune nouvelle de Tessy-Bocage, le conseil municipal s'est prononcé en janvier 2020 pour la suppression du statut de commune déléguée.

## Géographie
Tessy-sur-Vire est au sud du Pays saint-lois, dans le bocage normand. Elle est limitrophe du Calvados. L'atlas des paysages de la Basse-Normandie la place en grande partie au cœur de l'unité de la vallée de la Vire caractérisée par « des paysages variés mais déterminés par un encaissement profond du cours d’eau », et sa partie ouest en « Bocage en tableaux », constitué d'« une série de vallées parallèles sud-ouest/nord-est » aux « amples tableaux paysagers »,.
Son bourg est à 10 km au sud-ouest de Torigni-sur-Vire, à 18 km au sud de Saint-Lô, à 20 km au nord-est de Villedieu-les-Poêles et à 23 km au nord-ouest de Vire. Il est sur la route départementale 13 qui le relie à Villebaudon et Granville à l'ouest et à Torigni-sur-Vire et Caen à l'est. Au nord, la RD 28 permet de rejoindre Saint-Lô et, au sud, Pont-Farcy et Vire sont accessibles par la RD 374 (qui devient RD 21 puis 52 dans le Calvados).
Son territoire est bordé à l'est par la Vire qui y empreinte une vallée encaissée. Son petit affluent, le ruisseau de Beaucoudray traverse le sud de la commune.
Le point culminant (210 m) se situe en limite de commune, sur une pente au sud-ouest, près du lieu-dit la Grimaudière. Le point le plus bas (34 m) correspond à la sortie de la Vire du territoire, au nord. En dehors de son agglomération, la commune est bocagère.
La pluviométrie annuelle avoisine les 1 000 mm.
Les principaux lieux-dits sont, du nord-ouest à l'ouest, dans le sens horaire, la Mazurie, les Landes, le Buisson, la Poëmellière, le Val, la Sénécallerie, la Fouquerie, Behie, le Champ Benoît, la Calottière, l'Azerie, la Campagne, la Botinière, les Ferrières, le Bourg, les Granges, le Merlerot, l'Allefosse, le Hamel, la Léverie, les Longs Champs, la Queue de Renard, Mourocq, la Croix de Fincel, Mourocq de Haut, le Champ de Mourocq, la Prévosterie, la Fultière, les Cinq Chemins, Chantepie, Fincel, le Hamel ès Montais, la Rogerie, les Valettes, la Blosière, la Roulandière, la Maison Duchemin, la Croix Saint-Jacques, la Grimaudière, la Carrière, le Grand Clos, le Mesnil Ours, la Hervière, les Croix, la Fresnée, les Dadinières, le Village Ladroue, Hamel Dumont, la Poterie, la Viardière, Château de la Millerie, les Petites Milleries, la Mancellière.
| Moyon, Chevry | Fervaches      | Domjean               |
| Beaucoudray   | Tessy-sur-Vire | Fourneaux             |
| Montabot      | Gouvets        | Pont-Farcy (Calvados) |

## Toponymie
Le nom de la localité qui est attesté sous la forme Tedeciaco villa au VIe siècle.
Il serait issu d'un anthroponyme latin, Teudicius, ou roman, Tascius, suivi du suffixe -acum/-acus,.
En 1854, Tessy devient Tessy-sur-Vire.
Le gentilé est Tessyais.

## Histoire
Tessy relevait de la baronnie de Moyon.
Lors de la Seconde Guerre mondiale, Tessy-sur-Vire est libérée par le 22e régiment d'infanterie américain le 1er août 1944, à l'issue de l'opération Cobra ; le bourg est en partie détruit.

## Héraldique
| Blason de Tessy-sur-Vire | Blason  | De gueules au pont en dos d'âne de trois arches d'or maçonné de sable, posé sur des ondes d'argent agitées d'azur mouvant de la pointe. |
| Blason de Tessy-sur-Vire | Détails | La devise de Tessy-sur-Vire est « Transit Ignis Stat Aqua » (Le feu passe, l'eau reste)                                                 |

## Politique et administration

### Tendances politiques et résultats
Candidats ou listes ayant obtenu plus 5 % des suffrages exprimés lors des dernières élections politiquement significatives :
- Européennes 2014[15] (41,71 % de votants) : FN (Marine Le Pen) 26,98 %, UMP (Jérôme Lavrilleux) 26,30 %, UDI - MoDem (Dominique Riquet) 13,15 %, PS-PRG (Gilles Pargneaux) 9,30 %, EÉLV (Karima Delli) 6,35 %, DLR (Jean-Philippe Tanguy) 5,44 %.
- Législatives 2012[16] :
  - 1er tour (60,37 % de votants) : Philippe Gosselin (UMP) 54,55 %, Christine Le Coz (PS) 29,18 %, Denis Féret (FN) 6,01 %.
  - 2e tour (61,59 % de votants) : Philippe Gosselin (UMP) 61,30 %, Christine Le Coz (PS) 38,70 %.
- Présidentielle 2012[17] :
  - 1er tour (81,44 % de votants) : Nicolas Sarkozy (UMP) 35,67 %, François Hollande (PS) 20,29 %, Marine Le Pen (FN) 17,50 %, François Bayrou (MoDem) 12,37 %, Jean-Luc Mélenchon (FG) 7,58 %.
  - 2e tour (83,10 % de votants) : Nicolas Sarkozy (UMP) 59,91 %, François Hollande (PS) 40,09 %.
- Européennes 2009[18] (43,99 % de votants) : Majorité présidentielle (Dominique Riquet) 34,54 %, LV (Hélène Flautre) 15,78 %, PS (Gilles Pargneaux) 9,38 %, Centre-MoDem (Corinne Lepage) 9,38 % DVD (Frédéric Nihous) 7,25 %, FN (Marine Le Pen) 6,18 %.

### Administration municipale
| Période | Période   | Identité                | Étiquette | Qualité                               |
| --- | --------- | ----------------------- | --------- | ------------------------------------- |
| 1790 | 1792      | Pinel de la Millerie    |           |                                       |
| …1792 |           | Guillaume Godard        |           |                                       |
| 1793 |           | Claude Harley           |           |                                       |
| …1796 | 1797      | Ch. Dominique Godard    |           |                                       |
| 1797 | 1799      | Louis Tricard           |           |                                       |
| 1799 | 1799      | Gilles Lerebourg        |           |                                       |
| 1799 | 1800      | Louis Tricard           |           |                                       |
| 1800 | 1822      | Jean-Baptiste Le Prêtre |           |                                       |
| 1822 | 1830      | Charles Louis           |           |                                       |
| 1830 | 1831      | Jean Dumont             |           |                                       |
| 1831 | 1846      | Gustave Loyer           |           |                                       |
| 1846 | 1848      | Victor Hebert           |           |                                       |
| 1848 | 1851      | Georges Le Corps Dumont |           |                                       |
| 1851 | 1854      | Jean-Louis Rothe        |           |                                       |
| 1854 | 1860      | Jean Pézeril Beaumont   |           |                                       |
| 1860 | 1887      | Joseph Le Guédois       |           | Médecin Conseiller général            |
| 1887 | 1909      | Jules Le Sage           |           |                                       |
| 1909 | 1941      | Albert Lemaître         |           | Notaire Conseiller général            |
| 1941 | 1945      | Alcime Lebrun           |           | Médecin                               |
| 1945 | 1947      | Pierre Alliaume         |           | Notaire                               |
| 1947 | 1953      | Alcime Lebrun           |           | Médecin                               |
| 1953 | 1971      | Lucien Guérin           |           | Industriel (production d'électricité) |
| 1971 | 1977      | Marcel Bourdon          |           | Directeur d'école primaire            |
| 1977 | 1983      | Denise Valarcher        |           | Institutrice                          |
| 1983 | 1995      | Jacques Bulot           |           | Quincailler                           |
| 1995 | mars 2008 | Serge Plandière         |           |                                       |
| mars 2008 | déc. 2015 | Michel Richard          | SE        | Adjoint technique territorial         |
| Une partie des données est issue de l'Almanach de la Manche, des registres de Tessy et de l'ouvrage "601 communes et lieux de vie de la Manche". |           |                         |           |                                       |

Le conseil municipal était composé de quinze membres dont le maire et quatre adjoints.
| Période      | Période      | Identité       | Étiquette | Qualité                                             |
| ------------ | ------------ | -------------- | --------- | --------------------------------------------------- |
| janvier 2016 | janvier 2020 | Michel Richard | SE        | Adjoint technique territorial Maire de Tessy-Bocage |

## Démographie
En 2018, la commune comptait 1 425 habitants. Depuis 2004, les enquêtes de recensement dans les communes de moins de 10 000 habitants ont lieu tous les cinq ans (en 2005, 2010, 2015, etc. pour Tessy-sur-Vire) et les chiffres de population municipale légale des autres années sont des estimations.
Tessy a compté jusqu'à 1 715 habitants en 1821.
| 1793  | 1800  | 1806  | 1821  | 1831  | 1836  | 1841  | 1846  | 1851  |
| ----- | ----- | ----- | ----- | ----- | ----- | ----- | ----- | ----- |
| 1 315 | 1 680 | 1 666 | 1 715 | 1 636 | 1 643 | 1 649 | 1 573 | 1 631 |

| 1856  | 1861  | 1866  | 1872  | 1876  | 1881  | 1886  | 1891  | 1896  |
| ----- | ----- | ----- | ----- | ----- | ----- | ----- | ----- | ----- |
| 1 581 | 1 613 | 1 556 | 1 487 | 1 478 | 1 461 | 1 417 | 1 404 | 1 336 |

| 1901  | 1906  | 1911  | 1921  | 1926  | 1931  | 1936  | 1946  | 1954  |
| ----- | ----- | ----- | ----- | ----- | ----- | ----- | ----- | ----- |
| 1 352 | 1 314 | 1 254 | 1 172 | 1 255 | 1 251 | 1 272 | 1 186 | 1 253 |

| 1962  | 1968  | 1975  | 1982  | 1990  | 1999  | 2005  | 2010  | 2015  |
| ----- | ----- | ----- | ----- | ----- | ----- | ----- | ----- | ----- |
| 1 348 | 1 420 | 1 461 | 1 474 | 1 415 | 1 427 | 1 474 | 1 454 | 1 431 |

| 2018  | - | - | - | - | - | - | - | - |
| ----- | - | - | - | - | - | - | - | - |
| 1 425 | - | - | - | - | - | - | - | - |

## Lieux et monuments

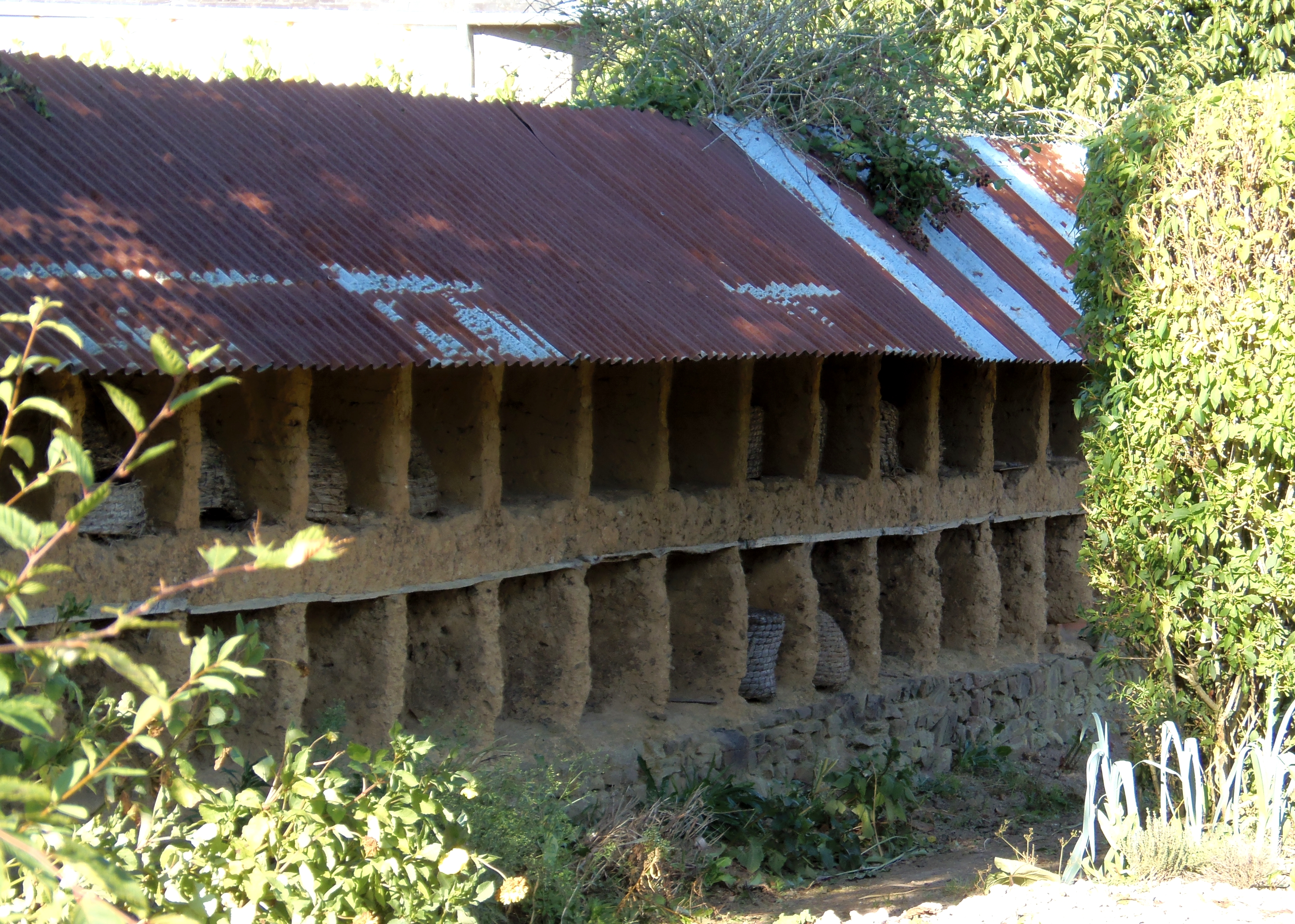
Le mur à abeilles.

- Église Saint-Pierre des XVe et XIXe siècles. L'édifice, en pierre y compris la flèche qui a été reconstruit au XIXe siècle a conservé des parties du XVe siècle. L'église abrite un maître-autel du XVIIIe, un tableau du XVIIIe provenant du retable du maître-autel figurant la remise des clés à saint Pierre, des dalles funéraires des XVIe et XIXe, des vitraux de Mauméjean, et dans la chapelle Notre-dame, seize modillons sur la vie de Jésus.
- Croix de cimetière des XVIIe et XIXe siècles, if funéraire et anciennes tombes autour de la croix datée de 1615.
- Croix de chemin du XVIIe siècle.
- Mur à abeilles de la Poëmollière du XIXe siècle.
- Château de la Millerie des XVIe – XVIIe siècle, dont les propriétaires furent souvent maires de Chevry. Le parc inscrit en 1987 à l'IGPC[27] conserve deux arbres remarquables : un cèdre du Liban (1820) et un cèdre de l'Atlas (fin XIXe siècle)[28].
- Château de Fincel des XVIIe – XVIIIe siècle, détruit en 1978[29] et dont l'unique vestige est un pigeonnier couvert en chaume.

## Activité et manifestations

### Jumelages
- Lydiard Tregoze (Royaume-Uni)
- Lydiard Millicent (Royaume-Uni).

### Sports
L'Entente cantonale Tessy-Moyon Sport fait évoluer une équipe de football en ligue de Basse-Normandie et deux autres en divisions de district.

## Personnalités liées à la commune
- Pierre Le Page (Tessy-sur-Vire, 1709 - 1783), arquebusier et fourbisseur, fondateur de la dynastie d'armuriers Le Page.
- Jean Le Page (Tessy-sur-Vire; 1746 - 1834), armurier, connu comme étant l'arquebusier de Napoléon.
- Charles François Caillemer (1757-1843), juge de paix du canton de Tessy-sur-Vire.
- Jean Lecanuet (1920-1993), homme d'État centriste, parlementaire, ministre et maire de Rouen, dont le père Paul est originaire de Tessy-sur-Vire.
- Jean-Claude Lemoine (Tessy-sur-Vire, 1931 - 2007), ancien député UMP, élu de la commune.
- Michel Polnareff (né en 1944) a passé des vacances pendant trois ans à l'hôtel de France à Tessy-sur-Vire. Il aurait créé la chanson la Poupée qui fait non dans les cuisines de l'hôtel[31].
- Francis Letellier (né en 1964), journaliste-présentateur de télévision, élève au collège de 1976 à 1980